# Primera División de Macedonia del Norte 2024-25
La Primera Liga de Macedonia 2024-25 fue la 33.ª temporada de la Primera Liga de Fútbol de Macedonia, la liga de fútbol más alta de Macedonia del Norte. 
Struga fue el campeón defensor, habiendo ganado su segundo título en la temporada pasada.

## Sistema de competición
Los 12 equipos participantes jugaron entre sí todos contra todos tres veces totalizando 33 partidos cada uno, al término de la jornada 33 el primer clasificado se coronó campeón y obtuvo un cupo para la Primera ronda de la Liga de Campeones 2025-26, mientras que el segundo consiguió un cupo para la Primera ronda de la Liga Conferencia 2025-26; por otro lado los dos últimos clasificados descendieron a la Segunda División 2025-26 y el clasificado en 10ª posición jugará unos play-off de descenso.
Un segundo cupo para la Primera ronda de la Liga Conferencia 2025-26 será asignado al campeón de la Copa de Macedonia.

## Ascensos y descensos
| Pos. | de la Primera División de Macedonia 2023-24 |
| ---- | ------------------------------------------- |
| 10.º | Makedonija GP                               |
| 11.º | Bregalnica                                  |

| Pos. | de la Segunda Liga de Macedonia 2023-24 |
| ---- | --------------------------------------- |
| 1.º  | Besa Dobërdoll                          |
| 2.º  | Pelister                                |

## Equipos participantes
| Equipo           | Ciudad    | Estadio                   | Capacidad |
| ---------------- | --------- | ------------------------- | --------- |
| Akademija Pandev | Strumica  | Stadion Blagoj Istatov    | 9.200     |
| Besa Dobërdoll   | Gostivar  | City Stadium Gostivar     | 2.500     |
| Gostivar         | Gostivar  | City Stadium Gostivar     | 2.500     |
| Pelister         | Bitola    | Petar Miloshevski         | 4.500     |
| Rabotnički       | Skopie    | Toše Proeski Arena        | 33.011    |
| Shkëndija        | Tetovo    | Ecolog Arena              | 15.000    |
| Shkupi           | Skopie    | Čair Stadium              | 6.000     |
| Sileks Kratovo   | Kratovo   | Gradski Stadion Kratovo   | 6.000     |
| Struga           | Struga    | Gradska Plaža Stadium     | 2.500     |
| Tikvesh          | Kavadarci | Gradski Stadion Kavadarci | 7.500     |
| Vardar           | Skopie    | Toše Proeski Arena        | 33.011    |
| Voska Sport      | Ohrid     | SRC Biljanini Izvori      | 4.500     |

## Tabla de posiciones
| Pos. | Equipo             | Pts. | PJ | G  | E  | P  | GF | GC | Dif. | Clasificación o descenso                                    |
| ---- | ------------------ | ---- | -- | -- | -- | -- | -- | -- | ---- | ----------------------------------------------------------- |
| 1    | Shkëndija (C)      | 70   | 33 | 20 | 10 | 3  | 59 | 30 | +29  | Primera fase clasificatoria de la Liga de Campeones 2025-26 |
| 2    | Sileks Kratovo     | 67   | 33 | 19 | 10 | 4  | 54 | 19 | +35  | Primera fase clasificatoria de la Liga Conferencia 2025-26  |
| 3    | Rabotnički         | 56   | 33 | 15 | 11 | 7  | 38 | 21 | +17  | Primera fase clasificatoria de la Liga Conferencia 2025-26  |
| 4    | Struga             | 51   | 33 | 13 | 12 | 8  | 41 | 37 | +4   |                                                             |
| 5    | Vardar             | 45   | 33 | 12 | 9  | 12 | 39 | 38 | +1   | Primera fase clasificatoria de la Liga Conferencia 2025-26  |
| 6    | Pelister           | 39   | 33 | 10 | 9  | 14 | 26 | 37 | −11  |                                                             |
| 7    | Shkupi             | 38   | 33 | 10 | 8  | 15 | 46 | 48 | −2   |                                                             |
| 8    | Tikvesh            | 34   | 33 | 7  | 13 | 13 | 25 | 33 | −8   |                                                             |
| 9    | Akademija Pandev   | 34   | 33 | 9  | 7  | 17 | 40 | 55 | −15  |                                                             |
| 10   | Besa Dobërdoll (D) | 33   | 33 | 9  | 6  | 18 | 34 | 53 | −19  | Promoción de descenso                                       |
| 11   | Gostivar (D)       | 30   | 33 | 12 | 12 | 9  | 36 | 34 | +2   | Retirado y Descenso a Segunda Liga de Macedonia 2025-26     |
| 12   | Voska Sport (D)    | 4    | 33 | 5  | 7  | 21 | 25 | 63 | −38  | Retirado y Descenso a Segunda Liga de Macedonia 2025-26     |

Actualizado a los partidos jugados el 11 de mayo de 2025.
 Fuente: Soccerway
Criterios de clasificación: Puntos · Puntos directos · Diferencia de gol · Goles marcados · Diferencia de gol directa · Goles de visita directos (solo si hay 2 equipos) · Goles marcados directos · Empates · Play-off. (Nota: Los criterios 2, 3 y 8 solo se usan si no deciden al campeón, competiciones UEFA or descenso).

## Resultados
Los clubes juegan entre sí en tres ocasiones para un total de 33 partidos cada uno.
| Local \ Visitante | AKA | BES | GOS | PEL | RAB | SKE | SKU | SIL | STR | TIK | VAR | VOS |
| ----------------- | --- | --- | --- | --- | --- | --- | --- | --- | --- | --- | --- | --- |
| Akademija Pandev  | —   | 3–2 | 0–1 | 4–0 | 1–3 | 0–2 | 1–2 | 0–1 | 1–1 | 0–0 | 3–1 | 1–1 |
| Besa Dobërdoll    | 0–1 | —   | 0–0 | 2–3 | 0–0 | 1–3 | 0–1 | 0–5 | 1–2 | 1–0 | 2–1 | 1–0 |
| Gostivar          | 4–1 | 1–1 | —   | 0–0 | 0–0 | 3–1 | 2–0 | 0–0 | 1–0 | 1–0 | 1–1 | 4–0 |
| Pelister          | 0–0 | 1–0 | 1–1 | —   | 0–0 | 0–1 | 0–0 | 1–0 | 1–1 | 0–0 | 1–0 | 1–0 |
| Rabotnički        | 1–1 | 4–1 | 1–0 | 3–0 | —   | 0–0 | 2–1 | 1–0 | 2–0 | 3–1 | 0–2 | 1–0 |
| Shkëndija         | 4–3 | 2–1 | 0–0 | 2–0 | 1–1 | —   | 2–0 | 4–2 | 1–1 | 1–0 | 4–0 | 5–1 |
| Shkupi            | 3–1 | 1–1 | 0–1 | 3–1 | 2–0 | 1–1 | —   | 0–2 | 3–1 | 3–1 | 3–0 | 3–3 |
| Sileks Kratovo    | 4–0 | 2–0 | 1–2 | 1–0 | 1–1 | 0–0 | 2–1 | —   | 3–1 | 1–1 | 1–0 | 4–1 |
| Struga            | 2–0 | 1–0 | 2–2 | 1–0 | 1–0 | 3–0 | 0–3 | 1–4 | —   | 1–0 | 0–2 | 2–1 |
| Tikvesh           | 2–0 | 0–0 | 0–0 | 1–2 | 0–2 | 0–0 | 1–0 | 0–0 | 0–1 | —   | 0–3 | 2–1 |
| Vardar            | 0–1 | 0–0 | 0–2 | 1–0 | 0–0 | 1–2 | 3–2 | 0–1 | 1–4 | 1–1 | —   | 1–3 |
| Voska Sport       | 3–1 | 2–0 | 0–2 | 1–1 | 0–2 | 0–1 | 3–1 | 0–3 | 1–1 | 0–0 | 0–0 | —   |

| Local \ Visitante | AKA | BES | GOS | PEL | RAB | SKE | SKU | SIL | STR | TIK | VAR | VOS |
| ----------------- | --- | --- | --- | --- | --- | --- | --- | --- | --- | --- | --- | --- |
| Akademija Pandev  | —   | —   | —   | —   | 3–2 | —   | 4–3 | 0–2 | —   | —   | 0–2 | 3–0 |
| Besa Dobërdoll    | 2–1 | —   | 2–1 | —   | —   | 2–3 | —   | —   | 3–2 | —   | —   | 3–0 |
| Gostivar          | 2–2 | —   | —   | 0–3 | 0–3 | 0–3 | 3–1 | —   | —   | —   | —   | —   |
| Pelister          | 1–2 | 1–4 | —   | —   | —   | —   | —   | —   | —   | 1–0 | 1–3 | 0–2 |
| Rabotnički        | —   | —   | —   | 2–1 | —   | —   | —   | 0–0 | 0–1 | 1–0 | 0–1 | —   |
| Shkëndija         | —   | —   | —   | 1–0 | 2–1 | —   | 3–3 | 1–3 | —   | —   | —   | 4–0 |
| Shkupi            | —   | 2–3 | —   | 0–1 | 0–0 | —   | —   | 1–2 | —   | 1–1 | 0–2 | —   |
| Sileks Kratovo    | —   | 5–0 | 3–0 | 0–0 | —   | —   | —   | —   | 0–0 | —   | 1–1 | —   |
| Struga            | 1–1 | —   | 1–1 | 4–1 | —   | 1–1 | —   | —   | —   | —   | —   | 1–0 |
| Tikvesh           | 2–1 | 1–0 | 2–1 | —   | —   | 0–1 | —   | —   | 3–3 | —   | —   | —   |
| Vardar            | —   | 3–1 | 3–0 | —   | —   | 1–1 | —   | —   | 0–0 | 2–2 | —   | —   |
| Voska Sport       | —   | —   | —   | —   | 1–1 | —   | 0–3 | 1–2 | —   | 0–3 | 0–3 | —   |

## Play-off de descenso
| 25 de mayo de 2025 | Besa Dobërdoll | 0:2 (0:1) | Bashkimi Kumanovo          | Gradski Stadion Kavardaci, Kavardaci |                                  |
| 17:00              |                | Reporte   | Saiti 37' · Aleksovski 80' | Árbitro(s): Stojanche Trpchevski     | Árbitro(s): Stojanche Trpchevski |